# Ласкарци
Ласкарци или Ласкарце (на македонска литературна норма: Ласкарци; на албански: Llaskarci) е село в община Сарай, Северна Македония.

## География
Селото е разположено в западния край на Скопското поле, вляво от магистралата Скопие - Тетово на десния бряг на Суводолица.

## История
В края на XIX век Ласкарци е село в Тетовска каза на Османската империя. Според статистиката на Васил Кънчов („Македония. Етнография и статистика“) към 1900 година в Ласкарце живеят 275 арнаути мохамедани.
Според Афанасий Селишчев в 1929 година Ласкарце е село в Групчинска община и има 56 къщи с 497 жители албанци.
Според преброяването от 2002 година Ласкарци има 1190 жители.
| Националност     | Всичко |
| северномакедонци | 0      |
| албанци          | 1189   |
| турци            | 0      |
| роми             | 0      |
| власи            | 0      |
| сърби            | 0      |
| бошняци          | 0      |
| други            | 1      |

## Личности
Родени в Ласкарци
- Насер Зибери (р. 1961), политик от Северна Македония